# Stains
Stains [stɛ̃] ist eine französische Stadt und Gemeinde im Département Seine-Saint-Denis in der Region Île-de-France im Kanton Saint-Denis-2. Die Einwohner werden Stanois genannt.

## Geografie
Das 5,39 km² große Gemeindegebiet ist praktisch gänzlich bebaut, die Bevölkerungsdichte ist dementsprechend hoch. Die Nachbargemeinden sind Saint-Denis, La Courneuve und Dugny im Département Seine-Saint-Denis und Garges-lès-Gonesse und Sarcelles im Département Val-d’Oise.

## Bevölkerung
Mit 40.600 Einwohnern (Stand 1. Januar 2022) gehört Stains zu den mittelgroßen Städten im Département Seine-Saint-Denis. 1962 hatte die Gemeinde noch 27.503 Einwohner. Nach einem starken Wachstum in den 1960er- und 70er-Jahren erreichte die Bevölkerungszahl 1982 mit 36.079 Bewohnern ihren vorläufigen Höchststand, war danach leicht rückläufig und steigt seit etwa 2000 wieder an. Stains liegt in einem dicht besiedelten Gebiet in der Agglomeration von Paris (Banlieue). Ein großer Teil der traditionellen Arbeitergemeinde besteht heute aus Wohnsiedlungen in Plattenbauweise und ein großer Teil der Bewohner sind Einwanderer aus dem Maghreb oder Sub-Sahara.

## Baudenkmäler
Siehe: Liste der Monuments historiques in Stains

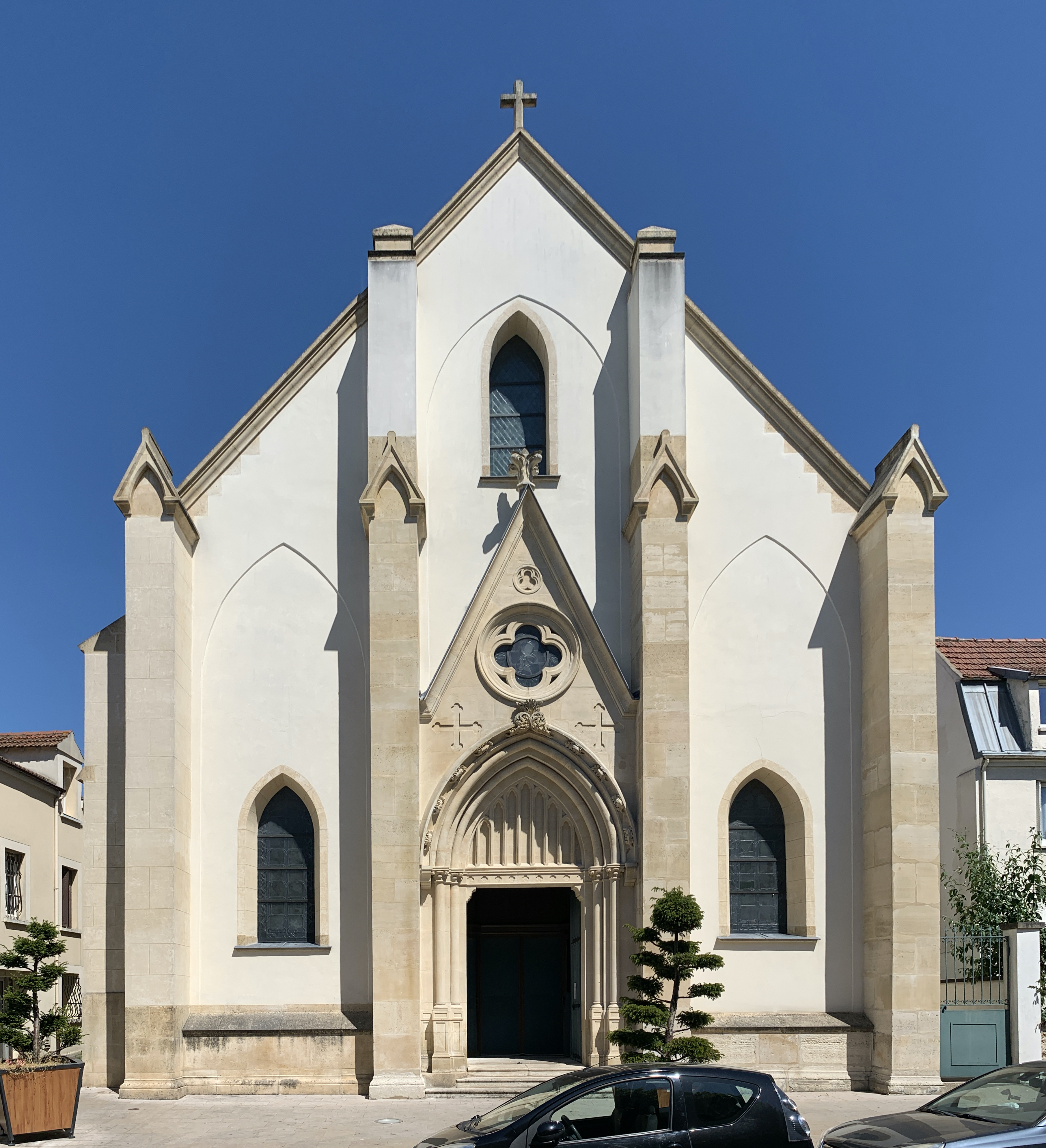
Kirche Notre-Dame de l’Assomption
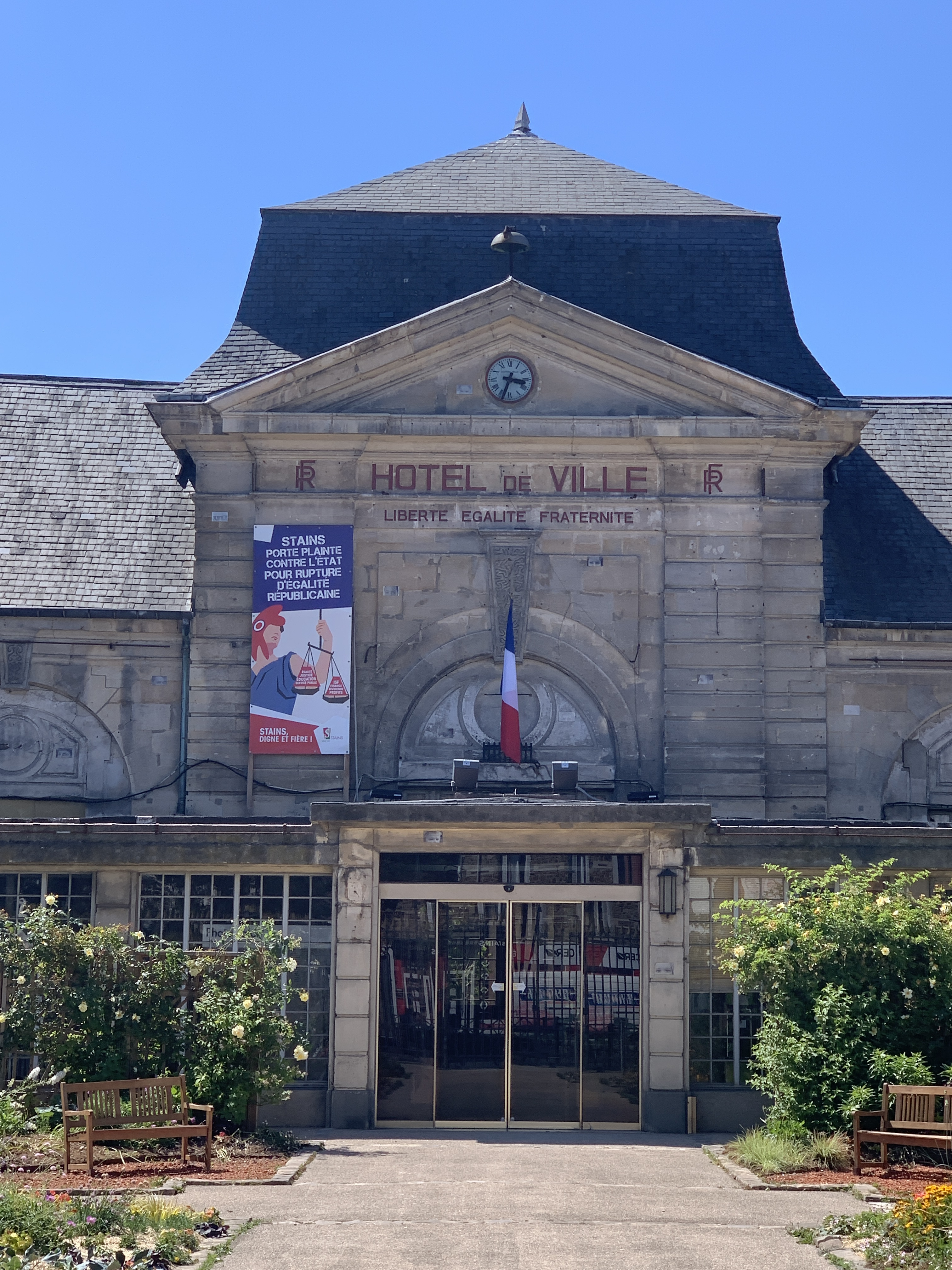
Hotel de Ville (Rathaus), die ehemaligen Stallungen von Schloss Stains

## Verkehr

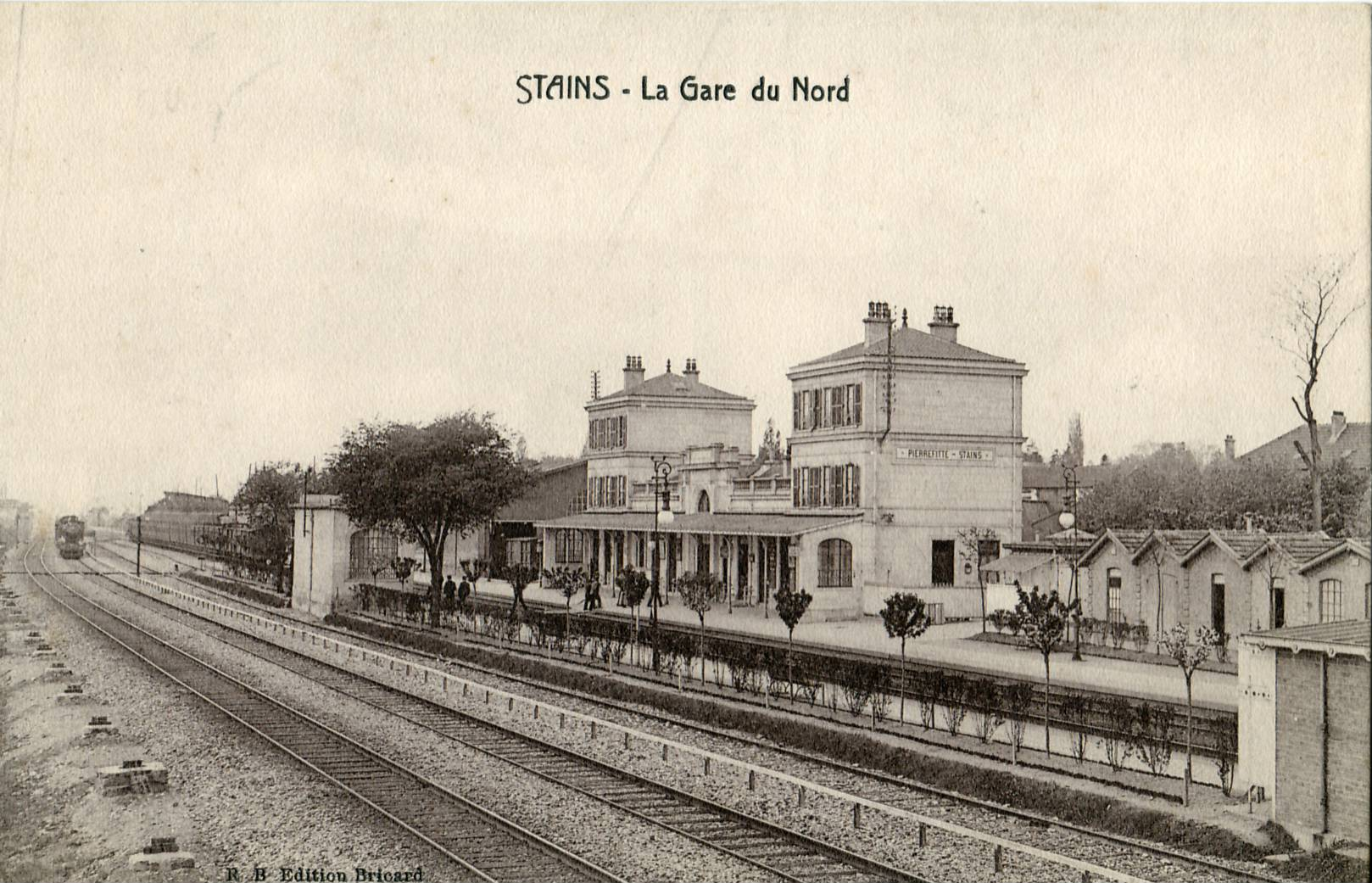
Der alte Bahnhof von Pierrefitte-Stains

Verkehrsmäßig ist Stains sehr gut erschlossen. Vor allem der öffentliche Personennahverkehr ist stark ausgebaut: Stains liegt an den Buslinien  150, 153, 250, 252, 253 und 254 und einer Nachtbuslinie der Noctilien. Zudem sind S-Bahn-Stationen des RER B und RER D in unmittelbarer Nähe (Bahnhof Pierrefitte - Stains). Es gibt ein Projekt, welches vorsieht, die Metrolinie 13 bis nach Stains zu verlängern.

## Partnerschaften
Stains pflegt partnerschaftliche Beziehungen mit folgenden Städten und Gemeinden:
- Saalfeld/Saale, Thüringen, seit 1964
- Cheshunt, Hertfordshire, England, seit 1965
- Luco dei Marsi, Abruzzen, Italien, seit 2000
- Figuig, Marokko, seit 2002
- Sidi El Houari, historischer Stadtbezirk von Oran, Algerien, seit 1998
- Am'ari, Flüchtlingslager im Gouvernement Ramallah und al-Bira, Palästina, seit 1999

## Persönlichkeiten
- Tom Reux (* 1999), Diskuswerfer
- Junior Dina Ebimbe (* 2000), französisch-kamerunischer Fußballspieler
- Skelly Alvero (* 2002), Fußballspieler
- Soungoutou Magassa (* 2003), französisch-malischer Fußballspieler
- Mohamed-Ali Cho (* 2004), Fußballspieler
- Saël Kumbedi (* 2005), französisch-kongolesischer Fußballspieler